# 코히스탄 헤라트
코히스탄 헤라트는 아프가니스탄 헤라트에 연고를 둔 축구단이다.